# 중석기 시대
| 인류 역사의 구분  |             |           |           |
| 홀 로 세          | 역사 시대   | 역사 시대 | 역사 시대 |
| 홀 로 세          | 철기 시대   |           |           |
| 홀 로 세          | 청동기 시대 |           |           |
| 홀 로 세          | 동기 시대   |           |           |
| 홀 로 세          | 신석기 시대 |           |           |
| 홀 로 세          | 중석기 시대 |           |           |
| 플 라 이 스 토 세 | 후기 구석기 |           |           |
| 플 라 이 스 토 세 | 중기 구석기 |           |           |
| 플 라 이 스 토 세 | 전기 구석기 |           |           |
| 플 라 이 스 토 세 | 구석기 시대 |           |           |
| 플 라 이 스 토 세 | 석기 시대   |           |           |

중석기 시대 (中石器時代, Mesolithic)는 구석기 시대와 신석기 시대 사이의 시기를 말한다. BC 8000년에 시작되어 BC 2700년까지 지속된 유럽 서북부의 옛 문화 단계를 가리키는 말로 흔히 사용된다.

## 개요
중석기 시대(Mesolithic)라는 개념은 1865년 존 러벅(John Lubbock)의 저서 《선사시대(Pre-historic Times)》에서 처음 소개되었고, 1947년 고든 차일드(V. Gordon Childe)의 저서 《유럽의 새벽(The Dawn of Europe)》에 의해서 널리 알려지게 되었다.

### 용어의 혼돈
《중석기 시대》라는 용어는 또 다른 용어인 빙하기 말기에 나타나는 후기 구석기 시대를 뜻하는 《아석기 시대》와 대응되었다. 영국이나 독일, 스칸디나비아, 우크라이나, 러시아와 같은 고고학 장소에서는 이 용어가 항상 사용되었다. 그러나 다른 지역에서는 대부분의 지역에서는 아석기 시대가 더 선호되었다.

### 특징
문화와 기술은 계승했으나 중석기 문화는 특이한 환경 조건에 따른 다양한 적응 양식을 발달시킨 것이라고 추측된다. 아직 토기를 사용한 단계는 아니다.
수렵과 어로, 자연채집에 기초를 둔 경제활동을 하였으며, 문화가 발전하고 정착을 통해 토기 제작과 농경을 시작하면서 신석기 시대로 발전하게 된다.

## 도구
유물로는 이음 도구, 잔석기 등이 있다.
- 이음도구

이음도구에는 톱, 활, 창, 작살 등이 있으며 이를 발전해 나간 것이 잔석기이다.
- 잔석기

동북아시아에서는 B.C.8천 ~ B.C.6천의 시기를 중석기로 보고 있다. 한국의 경우 아직 중석기 시대의 존재를 확실히 말할 수는 없지만, 중석기 시대를 거친 것으로 본다. 예전까지 중석기 시대의 유물인 잔석기가 발견되지 않았다가, 1995년 홍천군 북방면 하화계리에서 중석기 문화가 확인되었고, 웅기군 굴포리, 통영시 상노대도, 공주시 석장리 등지에서 중석기 시대의 석기인 잔석기(또는 세석기)가 발견되었기 때문이다.
잔석기는 빙하기가 끝나고 날씨가 따뜻해져 동물들이 분주하게 움직여 기존의 느린 사냥감을 잡던 것으로는 잡기 힘들어 세석기를 만든 것으로 보이며, 그렇다고 이전의 석기를 완전히 사용하지 않는 것은 아니다.

## 대표적 유적지

### 한국
- 통영 상노대도 조개더미 최하층

### 이스라엘
- 키바라 동굴(Kebara Cave)

## 같이 보기
- 서유럽 수렵채집민
- 영거 드라이아스